# Meng Mei-Chun
Meng Mei-Chun (7 de julio de 1977) es una deportista taiwanesa que compitió en taekwondo. Ganó una medalla de bronce en el Campeonato Mundial de Taekwondo de 1999, y una medalla de bronce en el Campeonato Asiático de Taekwondo de 1996.

## Palmarés internacional
| Representando a China Taipéi |                       |                   |           |
| Campeonato Mundial           |                       |                   |           |
| Año                          | Lugar                 | Medalla           | Categoría |
| 1999                         | Edmonton (Canadá)     | Medalla de bronce | –55 kg    |
| Campeonato Asiático          |                       |                   |           |
| Año                          | Lugar                 | Medalla           | Categoría |
| 1996                         | Melbourne (Australia) | Medalla de bronce | –55 kg    |